# HSG Baden-Endingen
Die HSG Baden-Endingen ist eine Schweizer Handballmannschaft in der Nationalliga B. Das Team entstand im Jahr 2023 aus einer Fusion der Mannschaften des STV Baden und des TV Endingen.

## Geschichte
Seit 2020 wird versucht, im Osten des Kantons Aargau mit der HSG Aargau Ost neben dem dominanten HSC Suhr Aarau ein weiteres Handballzentrum aufzubauen. In der Förderung des Nachwuchses und der Frauen arbeiten mehr als zehn Stammvereine zusammen, um talentierte Spielerinnen und Spieler in der Region halten zu können. 2023 wurden schliesslich die beiden rivalisierenden Herrenteams des STV Baden und des TV Endingen mit dem Ziel, den Aufstieg in die Nationalliga A zu realisieren, zusammengelegt. Um professionelle Strukturen zu ermöglichen, wurde die Handball Baden-Endingen AG gegründet, und Roger Küng als Geschäftsführer bestimmt. Gespielt wird in Siggenthal in der GoEasy-Halle sowie in der Aue in Baden.
In der Saison 2023/2024 startete die neue Handballspielgemeinschaft in der Nationalliga B mit Trainer Björn Navarin. Am Ende der Saison stand die HSG Baden-Endingen auf dem wenig befriedigenden Platz 6. Das Kader wurde anschliessend aufgrund einiger Abgänge umgebaut. In der Saison 2024/2025 konnte sich das Team den ersten Platz sichern und sich so für die Playoffs um einen Platz in der Nationalliga A qualifizieren. Gegner in den Aufstiegsspielen im Best-of-5 Modus ist der Vorjahresmeister Handball Stäfa. Während der Saison wurde angekündigt, den Vertrag mit Trainer Navarin auslaufen zu lassen und stattdessen auf den Cheftrainer der Schweizer U19-Handballnationalmannschaft und der SG Wädenswil/Horgen, Pedja Milicic, zu setzen.

## Aktuelles Kader
| Nummer | Name             | Jahrgang | Grösse | Position |
| ------ | ---------------- | -------- | ------ | -------- |
| 1      | Roman Bachmann   | 2002     | 182    | TH       |
| 12     | Lars Gross       | 2002     | 197    | TH       |
| 16     | Lino Schneider   | 2008     |        | TH       |
| 13     | Amer Zildzic     | 1989     | 187    | RM       |
| 6      | Pascal Bühler    | 1995     | 180    | RL       |
| 25     | Marco Giovanelli | 1998     | 185    | RR       |
| 19     | Matthias Meyer   | 2004     | 190    | RR       |
| 24     | Leon Bucher      | 2003     | 185    | RM       |
| 35     | Nino Grzentic    | 1992     | 196    | RL       |
| 11     | Vanja Sehic      | 2000     | 196    | RL       |
| 10     | Josef Zuber (C)  | 1994     | 188    | FL       |
| 76     | Yves Mischler    | 2002     | 181    | FR       |
| 61     | Merian Naprstek  | 2003     | 177    | FL       |
| 99     | Olufemi Onamade  | 1999     | 188    | FR       |
| 30     | Antonio Juric    | 1997     | 200    | KL       |
| 23     | Leandro Lüthi    | 2002     | 204    | KL       |
| 66     | Kimi Hintermann  | 2006     | 193    | KL       |

Stand: 4. Mai 2025